# Podostemum
Podostemum là một chi thực vật có hoa trong họ Podostemaceae.

## Loài
Chi Podostemum gồm khoảng 12 loài:
- Podostemum acuminatum Wedd., 1873: Bangladesh.
- Podostemum ceratophyllum Michx., 1803: Đông Canada đến đông Hoa Kỳ, Honduras, Hispaniola.
- Podostemum comatum Hicken, 1917: Brasil (São Paulo) đến đông bắc Argentina.
- Podostemum distichum (Cham.) Wedd., 1873: Brasil đến đông bắc Argentina.
- Podostemum flagelliforme (Tul. & Wedd.) C.T.Philbrick & Novelo, 2004: Brasil (Tocantins).
- Podostemum irgangii C.T.Philbrick & Novelo, 2001: Nam Brasil.
- Podostemum muelleri Warm., 1911: Brasil (đông nam São Paulo) đến đông bắc Argentina.
- Podostemum ovatum C.T.Philbrick & Novelo, 2004: Đông nam Brasil.
- Podostemum rutifolium Warm., 1899: Nam Brasil đến đông bắc Argentina.
- Podostemum saldanhanum (Warm.) C.T.Philbrick & Novelo, 2004: Brasil (Rio de Janeiro).
- Podostemum scaturiginum (Mart.) C.T.Philbrick & Novelo, 2004: Miền trung Brasil.
- Podostemum weddellianum (Tul.) C.T.Philbrick & Novelo, 2004: Đông và nam Brasil.